# Xanthoparmelia albomaculata
Xanthoparmelia albomaculata är en lavart som beskrevs av Hale. Xanthoparmelia albomaculata ingår i släktet Xanthoparmelia och familjen Parmeliaceae.   Inga underarter finns listade i Catalogue of Life.